# Polymastia fluegeli
Polymastia fluegeli är en svampdjursart som beskrevs av Lehnert, Stone och Heimler 2005. Polymastia fluegeli ingår i släktet Polymastia och familjen Polymastiidae. Inga underarter finns listade i Catalogue of Life.